# تيريزا كونتيسة البرتغال
تيريزا الليونية (1080-11 نوفمبر 1130) هي كونتيسة البرتغال بزواجها من هنريك البورغندي، وهي الابنة غير الشرعية لألفونسو السادس ملك قشتالة والأخت الصغرى لأوراكا ملكة قشتالة، ووالدة أفونسو كونت البرتغال والذي أصبح لاحقًا أول ملك البرتغال.

## ولادتها وزواجها
ولدت تيريزا في عام 1080 لألفونسو السادس ملك قشتالة وعشيقته خيمينا مونيز. تزوجت من هنريك البورغندي هو ابن شقيق ملكة قشتالة القرينة كونستانس البورغندية وحفيد روبرت الأول دوق بورغندي سنة 1093 م، مكافئةً له على ما قدمه من مساعدات عسكرية عظيمة لألفونسو السادس في حروبه ضد المسلمين.
في بداية عام 1096، توصل هنريك وابن عمه ريموند البورغندي زوج الملكة أوراكا إلى اتفاق يُقطع بموجبه هنري طليطلة وثلث الخزينة الملكية بعد وفاة ألفونسو السادس، وإن لم يكن ذلك، سيحصل هنريك على إقطاعية جليقية، في مقابل سيدعم هنريك ريموند لورثة وخلافة ملك ألفونسو السادس. ولكن بوفاة ألفونسو السادس، أقطع ريموند لهنريك الأراضي الواقعة بين نهر مينهو وشنترين، فدبّت بذلك العداوة بين الاثنين، وتمكّن هنريك من ضم سمورة إلى حكمه في ديسمبر 1111 م في عهد الملكة أوراكا.

## صراع الأختين

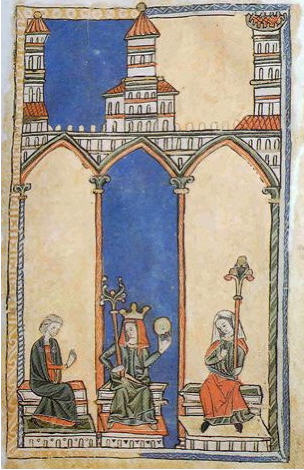
تيريزا في الوسط، وأوراكا في اليمين وبرمودو بيريزا دي ترافا في اليسار

عاشت تيريزا وزوجها هنريك في كنف ألفونسو السادس حتى وفاته سنة 1109 م حيث ورثت ابنته الشرعية أوراكا كل شيء، حاول هنريك عندئذ غزو أراضي ليون ضمها إلى أراضيه، لكنه توفي في عام 1112 م، فأخذت تيريزا الأمر على عاتقها، فتعرضت تيريزا لمحنة عندما غزا المسلمون أراضيها الجنوبية حتى نهر موندجو، لكن استطعت بالنجاح في الدفاع عن قلمرية، منحها البابا باسكال الثاني لقب ملكة البرتغال، الذي ظهر في وثيقة تعود لعام 1117 م، مما حدا ببعض المؤرخين اعتبارها في أول ملوك البرتغال.
في سنة 1116 م، في محاولة لتوسيع ملكها، هاجمت تيريزا أختها غير الشقيقة أوراكا ملكة قشتالة. ثم عاودت الهجوم سنة 1120 م بالتحالف مع بعض نبلاء جليقية وأبرزهم كونت ترافا الذي تخلى عن زوجته الأولى ليتزوج من تيريزا. وفي سنة 1121 م، عُقد الصلح بين الأختين بوساطة أسقفي شنت ياقب وبراغا على أن تعود تبعية كونتية البرتغال لمملكة ليون كما كانت.

## أيامها الأخيرة
تعرضت تيريزا في أيامها الأخيرة لتمرد من بعض سادة البرتغال الداعمين لابنها أفونسو تم هزيمة قواتها في معركة ساو ماميد بالقرب من غيماريش، وتم اقتيدها وزوجها كونت ترافا وأبنائهما إلى المنفى في جليقية بالقرب من الحدود البرتغالية حيث أسس زوجها دير أطلس توكساس، توفيت تيريزا بعد ذلك بوقت قصير في سنة 1130 م، خلفها ابنها الذي استطاع في النهاية أن يؤسس مملكته المستقلة في البرتغال.